# Рапира
Рапира (на немски: Rapier; на френски: rapière, произход на испански: espadas roperas – буквално „гардеробен“, т.е. не „военен“ меч) е вид хладно оръжие, развитие на средновековния меч. Тя е дълга, тясна, заострена и сравнително лека..
Съвременната спортна рапира е значително по-лека и къса. Рапирата се използва в модерната фехтовка. Според изискванията на Международната федерация по фехтовка, теглото ѝ не трябва да надвишава 500 гр.
Историческата рапира е популярно оръжие през XVI-XVII век, с острие между 100 – 120 сантиметра дълго и тегло между 1 – 1,3 кг.